# FC Slavia Třebíč
FC Slavia Třebíč (celým názvem: Football Club Slavia Třebíč) byl český fotbalový klub, který sídlil v moravské Třebíči. Založen byl 1. ledna 1992 a navázal na tradice klubu SK Horácká Slavia Třebíč. Nastupoval v tradičních červenobílých dresech s pěticípou hvězdou na srdci. Zanikl roku 2002 sloučením s TJ BOPO Třebíč do HFK Třebíč.
Své domácí zápasy hrál na hřišti za nemocnicí – „na Radostíně“.
Sponzorem klubu byla po dva roky Jaderná elektrárna Dukovany.

## Historické názvy
Zdroj: 
- 1992 – FC Slavia Třebíč (Football Club Slavia Třebíč)
- 1993 – FC Slavia EDU Třebíč (Football Club Slavia EDU Třebíč)
- 1995 – FC Slavia Třebíč (Football Club Slavia Třebíč)
- 1995 – fúze s TJ SKP Gavin Třebíč, název nezměněn[2]
- 2002 – zánik sloučením s TJ BOPO Třebíč do HFK Třebíč[3]

## Stručná historie klubu
První den roku 1992 byl založen klub FC Slavia Třebíč, který navazoval na tradice Horácké Slavie Třebíč (1928–1948). Na jaře 1992 převzal od TJ Třebíč účast v divizi. Na jaře 1995 přišel sestup a následovalo pětileté období v nejvyšší jihomoravské soutěži završené postupem zpět do divize. Poslední dvě sezony hrál opět v divizi, přičemž 4. příčka z předposlední sezony 2000/01 je největším úspěchem oddílu v jeho historii.
Na konci května 2001 došlo k podpisu smlouvy o spolupráci FC Slavia Třebíč s TJ BOPO Třebíč, která vedla následujícího roku k zániku obou těchto klubů a založení Horáckého fotbalového klubu Třebíč.

## Umístění v jednotlivých sezonách
Stručný přehled
Zdroj: 
- jaro 1992–1995: Divize D
- 1995–2000: Jihomoravský župní přebor
- 2000–2002: Divize D

Jednotlivé ročníky
Zdroj: 
Legenda: Z – zápasy, V – výhry, R – remízy, P – porážky, VG – vstřelené góly, OG – obdržené góly, +/− – rozdíl skóre, B – body, červené podbarvení – sestup, zelené podbarvení – postup, fialové podbarvení – reorganizace, změna skupiny či soutěže
| Československo (1992 – 1993) |                           |        |    |    |   |    |    |    |     |    |        |
| Sezóny                       | Liga                      | Úroveň | Z  | V  | R | P  | VG | OG | +/− | B  | Pozice |
| 1991/92                      | Divize D                  | 4      | 30 | 14 | 5 | 11 | 52 | 44 | +8  | 33 | 6.     |
| 1992/93                      | Divize D                  | 4      | 30 | 13 | 6 | 11 | 38 | 43 | −5  | 32 | 6.     |
| Česko (1993 – 2002)          |                           |        |    |    |   |    |    |    |     |    |        |
| Sezóny                       | Liga                      | Úroveň | Z  | V  | R | P  | VG | OG | +/− | B  | Pozice |
| 1993/94                      | Divize D                  | 4      | 30 | 9  | 8 | 13 | 38 | 47 | −9  | 26 | 11.    |
| 1994/95                      | Divize D                  | 4      | 30 | 5  | 8 | 17 | 25 | 53 | −28 | 23 | 16.    |
| 1995/96                      | Jihomoravský župní přebor | 5      | 30 | 13 | 9 | 8  | 44 | 30 | +14 | 48 | 7.     |
| 1996/97                      | Jihomoravský župní přebor | 5      | 30 | 13 | 5 | 12 | 39 | 36 | +3  | 44 | 7.     |
| 1997/98                      | Jihomoravský župní přebor | 5      | 30 | 12 | 5 | 13 | 49 | 53 | −4  | 41 | 9.     |
| 1998/99                      | Jihomoravský župní přebor | 5      | 30 | 21 | 3 | 6  | 72 | 21 | +51 | 66 | 2.     |
| 1999/00                      | Jihomoravský župní přebor | 5      | 30 | 21 | 6 | 3  | 62 | 21 | +41 | 69 | 1.     |
| 2000/01                      | Divize D                  | 4      | 30 | 14 | 9 | 7  | 49 | 35 | +14 | 51 | 4.     |
| 2001/02                      | Divize D                  | 4      | 30 | 13 | 7 | 10 | 66 | 46 | +20 | 46 | 5.     |

Poznámka:
- Od sezony 1994/95 včetně se ve všech soutěžích Českomoravského fotbalového svazu začaly za vítězství udělovat tři body. Do konce sezony 1993/94 byly za výhru udělovány dva body.

## FC Slavia Třebíč „B“
FC Slavia Třebíč „B“ byl rezervním týmem Slavie, který se pohyboval v okresních a krajských soutěžích.

### Umístění v jednotlivých sezonách
Stručný přehled
Zdroj: 
- 1992–1993: Okresní přebor Třebíčska
- 1995–1996: I. B třída Jihomoravské župy – sk. D
- 1996–1998: I. B třída Jihomoravské župy – sk. A

Jednotlivé ročníky
Zdroj: 
Legenda: Z – zápasy, V – výhry, R – remízy, P – porážky, VG – vstřelené góly, OG – obdržené góly, +/− – rozdíl skóre, B – body, červené podbarvení – sestup, zelené podbarvení – postup, fialové podbarvení – reorganizace, změna skupiny či soutěže
| Československo (1992 – 1993) |                                      |        |    |    |    |    |    |    |     |    |        |
| Sezóny                       | Liga                                 | Úroveň | Z  | V  | R  | P  | VG | OG | +/− | B  | Pozice |
| 1992/93                      | Okresní přebor Třebíčska             | 8      | 26 | 8  | 6  | 12 | 22 | 33 | −11 | 22 | 10.    |
| Česko (1993 – 1998)          |                                      |        |    |    |    |    |    |    |     |    |        |
| Sezóny                       | Liga                                 | Úroveň | Z  | V  | R  | P  | VG | OG | +/− | B  | Pozice |
| …                            |                                      |        |    |    |    |    |    |    |     |    |        |
| 1995/96                      | I. B třída Jihomoravské župy – sk. D | 7      | 26 | 6  | 11 | 9  | 27 | 30 | −3  | 29 | 11.    |
| 1996/97                      | I. B třída Jihomoravské župy – sk. A | 7      | 26 | 11 | 2  | 13 | 29 | 39 | −10 | 35 | 9.     |
| 1997/98                      | I. B třída Jihomoravské župy – sk. A | 7      | 23 | 6  | 5  | 12 | 26 | 34 | −8  | 23 | 11.    |

Poznámka:
- 1997/98: Chybí výsledek jednoho utkání.[8] Soutěž se dohrávala se 13 účastníky.[8]